# فرانتون رانچتس (تگزاس)
فرانتون رانچتس (به انگلیسی: Fronton Ranchettes) یک منطقهٔ مسکونی در ایالات متحده آمریکا است که در شهرستان استار، تگزاس واقع شده‌است. فرانتون رانچتس ۱۱۳ نفر جمعیت دارد.